# Мечеть аль-Аскарі
Мечеть Аскарія, Золота мечеть — мечеть, головний шиїтський храм Іраку, усипальниця двох імамів — Алі аль-Хаді та Аскарі. Розташована в Самаррі — одній зі столиць династії Аббасидів.

## Історія та архітектура
Зведення храму розпочато у 944.Сучасний вигляд набув наприкінці XIX століття завдяки щедрості Насер ед-Дін Шаха, який профінансував влаштування золотого купола заввишки 68 метрів і шириною 20 метрів. Будівельні роботи тривали у 1868-1905.
Під час Іракської війни 22 лютого 2006 в мечеті стався теракт, потужний вибух пошкодив золотий купол. Це призвело до спалаху насильства між шиїтами та сунітами, спровокувавши криваві акти відплати з боку шиїтів, головним чином у Багдаді, викликавши побоювання про початок громадянської війни в Іраку.У червні 2007 біля мечеті стався ще один теракт: бойовики підірвали два мінарети мечеті, вони були серйозно пошкоджені. Відновлювальні роботи були завершені до квітня 2009.